# Benedito Dias
Benedito Dias de Carvalho (Chaves, 1º de dezembro de 1957)  é um médico e político brasileiro.
Filho do agricultor Elpídio Magalhães de Carvalho e da dona de casa Adair Dias de Carvalho, é o sétimo de uma família de nove filhos.
Em 1976 ingressou na Faculdade Estadual de Medicina do Pará (FEMP), pertencente à antiga Fundação Educacional do Pará (FEP), atual Universidade do Estado do Pará (UEPA), onde foi presidente do diretório acadêmico da Medicina, e concluiu o curso em 1981.
Especialista em ginecologia e obstetrícia pela Escola Paulista de Medicina, iniciou as atividades médicas em Macapá, capital do então Território Federal do Amapá, em 1987.
Em 1988 fundou, com seus irmãos também médicos Raimundo, Elpídio e Pedro Paulo, a Clínica Santa Rita.
Em 1998 foi eleito o deputado federal mais votado pelo estado do Amapá, filiado ao Partido da Frente Liberal (PFL), atual União Brasil, e indicou seu irmão Pedro Paulo como candidato a vice-governador na chapa encabeçada por Waldez Góes no pleito de 2002. Em 2010, Pedro Paulo assumiria o governo do Amapá, após a renúncia do titular, que, na época, lançava-se candidato ao Senado Federal.
Posteriormente, assumiu a presidência do Partido Progressista (PP) no Amapá, legenda pela qual reelegeu-se deputado federal em 2002, e exerceu mandato até janeiro de 2007, quando não obteve êxito nas eleições de 2006, e retornou às suas atividades médicas, na Clínica Santa Rita e no Hospital São Camilo e São Luís na cidade de Macapá.